# Heron från Alexandria

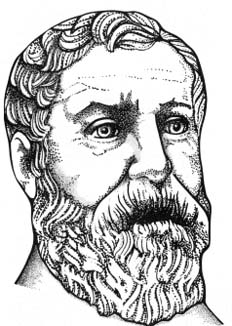
Heron, bild från 1688.

Heron från Alexandria var en grekisk fysiker och matematiker som föddes omkring år 10 och dog cirka år 70, och som var verksam i Alexandria. Heron konstruerade vinpressar, kranar, pumpar, vattenorglar och krigsmaskiner. Han uppfann "Herons ångkula" (eolipilen) som förebådade ångmaskinen, men som aldrig användes för praktiska behov.

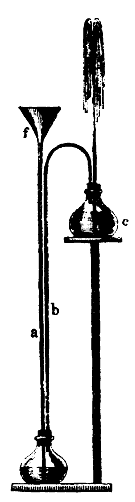
Herons källa.

## Verksamhet
Heron var en framstående författare och inte bara inom den rena matematiken, utan även inom fältmätningskonsten och mekaniken. Som mekaniker är han känd genom uppfinningen av ångkulan och av den efter honom uppkallade Heronsbrunnen. Inom matematiken angav han en formel för att bestämma en triangels yta, då alla tre sidorna är givna (se Herons formel), samt för beräkningen av regelbundna månghörningar. Heron anses också ha varit den förste som angav en explicit iterativ metod för att beräkna kvadratrötter, vilken baserades på vad som ofta kallas den babyloniska metoden, som i sin tur är ett specialfall av den långt senare angivna Newton-Raphsons metod.
Herons skrifter har till en del gått förlorade, av en del (bland annat en fullständig handbok i fältmätningskonsten) är blott spridda fragment kvar. Bland dem, som blivit utgivna, måste nämnas: Pneumatika (latin Spiritualia), utgiven av Commandinus (1575; sedermera flera gånger utgiven samt översatt till italienska, tyska och engelska) och Geometricorum et stereometricorum reliquiæ, utgiven av Friedrich Hultsch (1864).

## Herons källa
Herons källa, eller Heronsbrunnen, var en springbrunn uppfunnen av Heron. Vatten hälls i en tratt, och trycket av vattenpelaren i röret fortplantas genom luften i röret till kärlet, som tjänstgör som en Herons kula.

## Herons ångkula

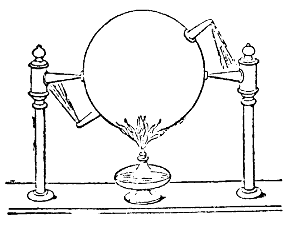
Herons ångkula.

Herons ångkula, eller eolipilen (från latin Aeolus, vindarnas härskare, och pila, kula), var en av Heron beskriven apparat, med vilken ångans olika verkningar åskådliggjordes. Den består av en ihålig metallkula, försedd med ett eller flera utströmningsrör. Kulan fylls delvis med vatten eller annan vätska, som hettas upp till kokning, så att ånga strömmar ut. Om kulan görs rörlig kring en vågrät axel och utströmningsrörens öppningar vänds vinkelrätt mot denna och alla åt samma håll, så roterar apparaten till följd av ångans utströmning – reaktion. Detta är den äldsta ångmaskinen, vilken visserligen inte är bränslebesparande, men likväl på grund av sin enkelhet används som modell under 1800-talets senare del då till exempel Gustaf de Laval tar patent på ångturbinen 1883.